# República de Bòsnia i Hercegovina
|  | Aquest article tracta sobre l'estat que va existir entre 1992 i 1997. Vegeu-ne altres significats a «Bòsnia i Hercegovina». |

La República de Bòsnia i Hercegovina (bosnià, croat, serbi: Republika Bosna i Hercegovina, RBiH; ciríl·lic: Република Босна и Херцеговина, РБиХ) és el predecessor directe de l'estat modern de Bòsnia i Hercegovina, que es va constituir el 1997 com una república federal. Encara que l'estat modern es formà gradualment, l'existència d'aquesta república va ocupar des de la declaració d'independència respecte a la República Federal Socialista de Iugoslàvia (1992) fins a la plena aplicació dels Acords de Dayton el 1997. Durant els primers anys d'aquest període s'esdevingué l'anomenada guerra de Bòsnia, i cadascun dels dos principals grups ètnics de Bòsnia i Hercegovina (serbobosnis i bosniocroats) van establir les seves pròpies entitats (la República Srpska i la República Croata d'Herceg-Bòsnia, respectivament). Desemparats els bosnians (musulmans de Bòsnia), només els quedava intentar sobreviure en aquesta incipient república. Després dels acords de pau de Washington de 1994, els bosnians i els croats es van unir en la Federació de Bòsnia i Hercegovina. L'any següent, 1995, els Acords de Dayton pactaren la confederació de la República Srpska i la Federació de Bòsnia i Hercegovina, per formar l'estat de Bòsnia i Hercegovina, el 1997.

## Història
Les eleccions parlamentàries de 1990 van configurar una Assemblea Nacional dominada per tres partits de base ètnica (serbis, croats i bosnians) que s'havien coaligat per derrocar el partit comunista del poder. Les declaracions d'independència d'Eslovènia i Croàcia, i les guerres que les seguiren, van posar Bòsnia i Hercegovina en una posició complicada. Ben aviat, sorgiren les veus que reclamaven mantenir-se en la federació iugoslava (bàsicament, els serbis) i les que reivindicaven la independència (bosnians i croats). Una declaració de sobirania l'octubre de 1991 va ser seguida per un referèndum per a la independència respecte a Iugoslàvia el febrer i març de 1992. El referèndum fou boicotejat pels serbis i així, amb una participació del 64%, el 98% dels vots eren partidaris de la proposta. Bòsnia i Hercegovina es va proclamar, per tant, estat independent.

## Forces armades
La República va tenir el seu propi exèrcit, l'Exèrcit de la República de Bòsnia i Hercegovina (ARBiH, segons les sigles en bosnià). Es va fromar el 1992, quan va esclatar la guerra de Bòsnia, integrat per unitats de l'Exèrcit Popular Iugoslau (JNA, segons les sigles en serbi) fidels a la independència del país i, principalment, civils units a la causa. Durant la guerra de Bòsnia, unitats paramilitars (mujaidins) procedents de països àrabs van col·laborar amb aquest cos. Popularment era conegut com l'Armija.
Quan es va acabar la guerra, es va dissolodre incorporant-se a les Forces Armades de Bòsnia i Hercegovina.